# Yoru wa mijikashi aruke yo otome
Yoru wa mijikashi aruke yo otome (夜は短し歩けよ乙女?), distribuito a livello internazionale con il titolo The Night Is Short Walk on Girl, è un lungometraggio d'animazione giapponese diretto da Masaaki Yuasa, uscito nelle sale giapponesi il 7 aprile 2017. Il film è tratto dall'omonimo romanzo di Tomihiko Morimi.

## Trama
Una giovane studentessa universitaria, della quale non viene mai svelato il nome ma viene genericamente chiamata "la ragazza dai capelli corvini", trascorre un'avventurosa nottata in una eccentrica e surreale Kyoto. In un susseguirsi di feste, inseguimenti e incontri con personaggi bizzarri, una singola notte sembra dilatarsi nel tempo e durare un anno intero, diventando una sorta di odissea notturna, scandita in quattro stagioni, che ruota intorno al campus universitario della città.

## Produzione
Nel dicembre del 2016 fu annunciato che Masaaki Yuasa stava lavorando a un film animato tratto da Yoru wa mijikashi aruke yo otome, un best seller di Tomihiko Morimi del 2006. Il romanzo aveva venduto più di un milione di copie in Giappone e, nel 2007, si era aggiudicato il premio Yamamoto Shūgorō (山本 周五郎 賞?, Yamamoto Shūgorō Shō) e il secondo posto al Japan Booksellers' Award (本屋 大賞?, Hon'ya Taishō). La produzione annunciò anche che l'attore e cantante Gen Hoshino (星野 源?, Hoshino Gen) avrebbe dato la voce al protagonista maschile della storia.
All'inizio del 2017 venne reso noto il cast completo dei doppiatori e annunciata la partecipazione della band Asian Kung-Fu Generation alla realizzazione della colonna sonora. Il film riuniva così il gruppo che aveva già lavorato alla serie animata The Tatami Galaxy (四畳半神話大系?, Yojōhan Shinwa Taikei), uscita in Giappone nel 2010, tratta da un altro romanzo di Tomihiko Morimi, con Masaaki Yuasa alla regia, Makoto Ueda alla sceneggiatura, il character design originale di Yūsuke Nakamura (中村 佑介?, Nakamura Yūsuke) e la collaborazione degli Asian Kung-Fu Generation. Yoru wa mijikashi aruke yo otome rappresenta quindi una sorta di sequel ideale della serie del 2010, con la quale ha degli elementi in comune, come l'ambientazione (la città di Kyoto), lo stile grafico, i colori lisergici e alcuni dei personaggi.

### Ambientazione
Molti luoghi di Kyoto vengono nominati o sono ben riconoscibili nel film, come il quartiere Pontochō e le sponde del fiume Kamogawa, zone dove è ambientata la parte iniziale della notte, associata alla stagione primaverile. La seconda parte, associata all'estate, ha luogo invece nel parco Tadasu no Mori (糺の森?), nell'area del santuario di Kamo dove, nel mese di agosto, si svolge il festival dei libri usati (下鴨納涼古本まつり?, Shimogamo nōryō furuhon matsuri). La terza parte, associata all'autunno, si svolge per la maggior parte nell'area dell'Università di Kyoto e viene menzionato anche il santuario di Yoshida, situato accanto al campus universitario.

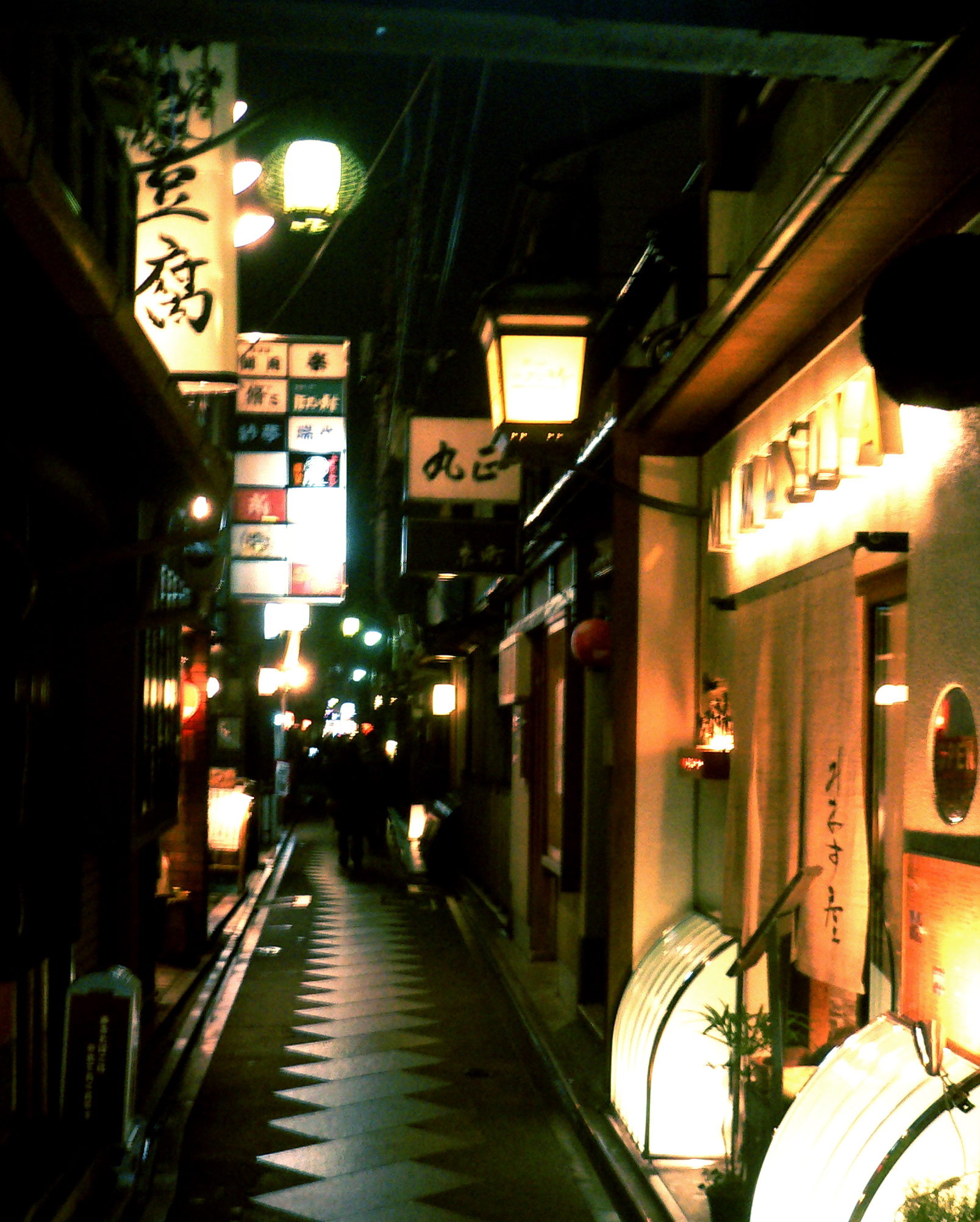
Pontochō
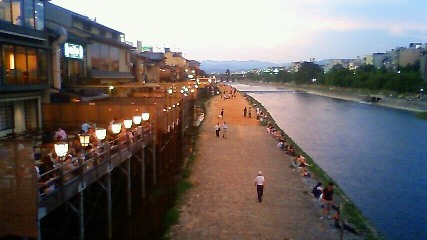
La riva del Kamogawa
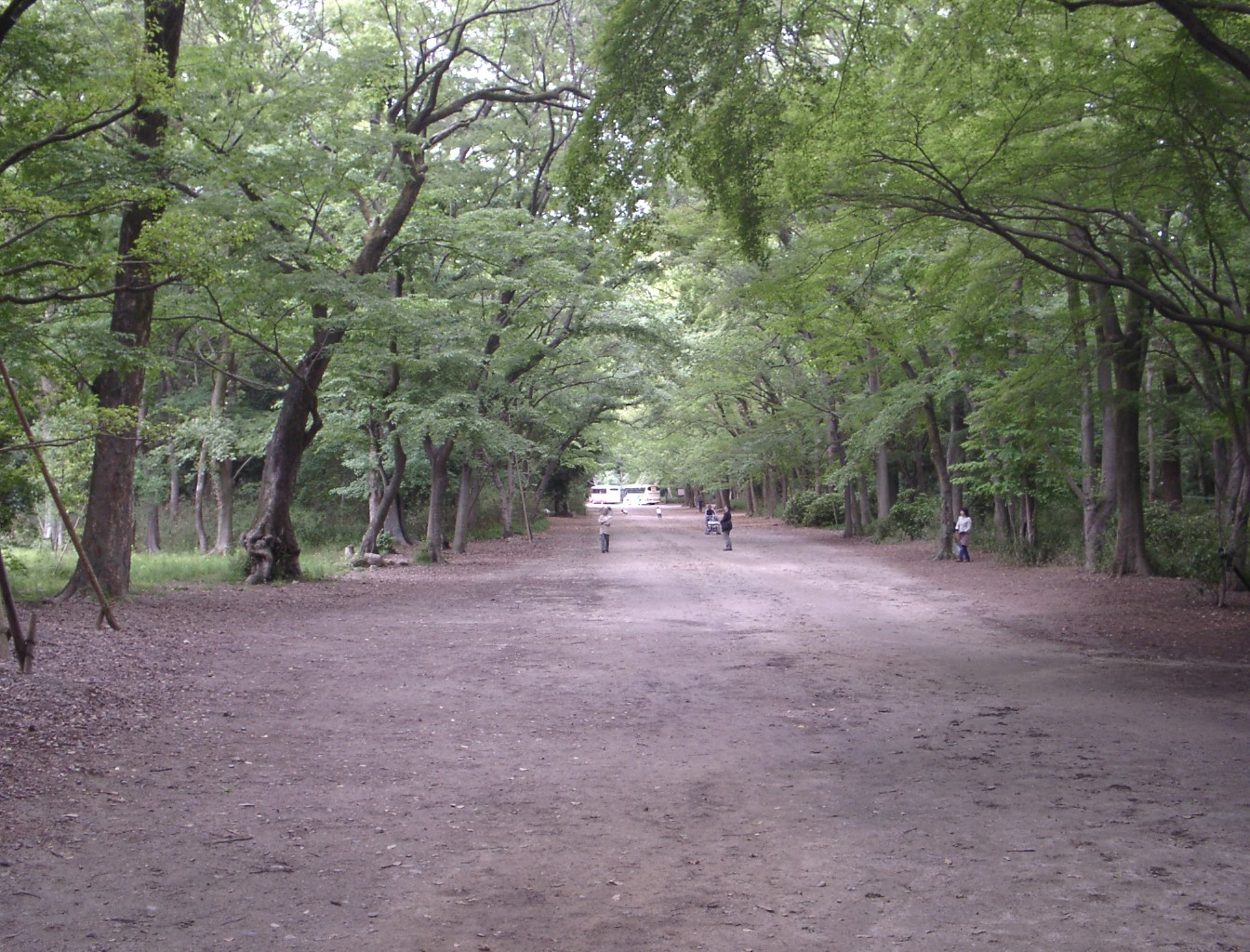
Il parco Tadasu no mori
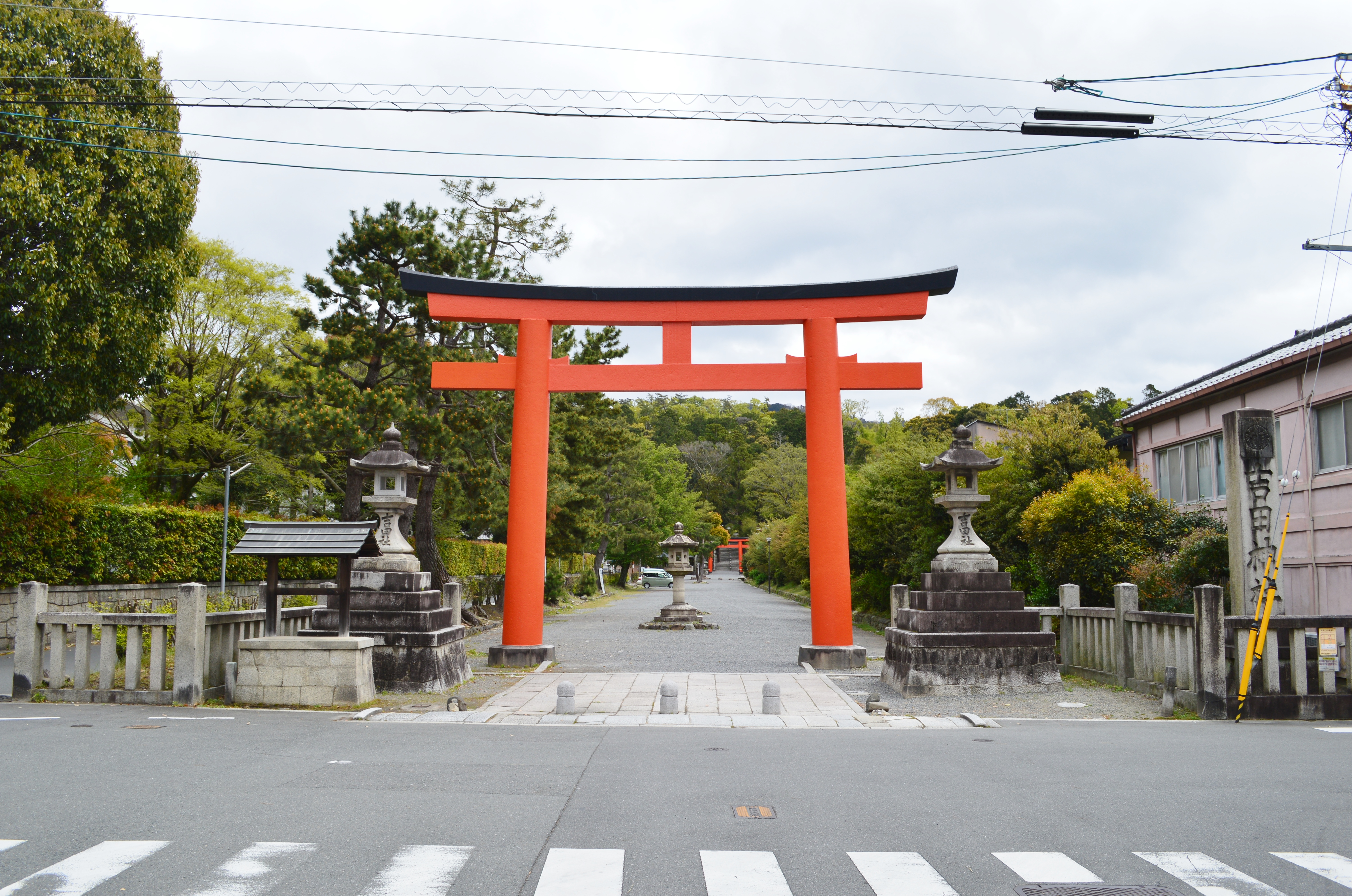
L'ingresso del santuario di Yoshida

## Colonna sonora
Le musiche del film sono state composte da Michiru Ōshima (大島 ミチル?, Ōshima Michiru), mentre il brano Kouya o Aruke degli Asian Kung-Fu Generation (アジアン・カンフー・ジェネレーション?) è stato usato come tema principale. La canzone uscì in Giappone prima del film, nel marzo 2017, quando la band pubblicò un singolo con due tracce e un DVD con il video musicale di Kouya o Aruke.

### Singolo
1. Kouya o aruke (荒野を歩け?) - 4:16
2. Matsuri no ato (祭りのあと?) - 2:53

### DVD
1. Kōya o aruke, video musicale - 4:20
2. Yoru wa mijikashi aruke yo otome, trailer del film - 1:48

## Distribuzione

### Date di uscita
Il film ha debuttato in Giappone il 7 aprile 2017, in 120 sale Toho, e raggiunse subito il settimo posto nella classifica settimanale dei film più visti.
Negli Stati Uniti è stato proiettato in anteprima il 19 agosto 2017, all'AnimeFest di Dallas, mentre il 20 ottobre 2017 c'è stata la prima ufficiale, durante il festival Animation Is Film (AIF) di Los Angeles. I diritti per la distribuzione sono poi stati acquistati da GKIDS che ha diffuso il film nelle sale a partire dal 21 agosto 2018. In Gran Bretagna ha debuttato a Glasgow, il 9 settembre 2017, in un evento organizzato dal Glasgow Youth Film Festival e dal gruppo Scotland Loves Anime, e in seguito è stato distribuito nelle sale da Anime Limited a partire dal 4 ottobre 2017.

### Edizioni home video
Le edizioni giapponesi DVD e Blu-ray di Yoru wa mijikashi aruke yo otome sono state pubblicate dalla Toho e messe in commercio dal 18 ottobre 2017, insieme a un'edizione speciale che comprendeva anche un secondo disco con del materiale sulla produzione del film. Nel gennaio del 2018 è uscita anche un'edizione per il mercato nordamericano pubblicata da Shout! Factory.

## Riconoscimenti
Yoru wa mijikashi aruke yo otome ha vinto il premio come miglior film d'animazione ai Japan Academy Awards 2018 inoltre è il primo lungometraggio giapponese ad aver vinto il primo premio nella categoria Best Feature (film di almeno 45 minuti di durata) al festival internazionale di Ottawa.
Il 24 ottobre 2018, l'Academy of Motion Picture Arts and Sciences annunciò che Yoru wa mijikashi aruke yo otome faceva parte di un elenco di lungometraggi animati che erano stati scelti per la possibile candidatura ai premi Oscar 2019, in seguito il film non fu però selezionato tra i cinque candidati finali.
- 2017 – Ottawa International Animation Festival[21]
  - "Best Animated Feature"
- 2017 – SITGES – Festival Internacional de Cinema Fantàstic de Catalunya[22]
  - Candidato a "miglior film d'animazione"
- 2018 – Awards of the Japanese Academy[19]
  - "Miglior film d'animazione"